# SOMETIME SAMURAI
『SOMETIME SAMURAI』（サムタイム・サムライ）は、テイ・トウワが2005年に発表した楽曲。同年4月2日発売のアルバム『FLASH』の2曲目に収録された。

## 概要
本作は、オーストラリア出身のシンガーソングライターであるカイリー・ミノーグがヴォーカルを担当している。カイリーは歌詞も手掛けており、当時親しかった写真家のステファン・セドナウィを"A Samurai"として題材にしている。
当初は、1997年頃にカイリーのアルバム用に本作を用意したものの、未発表となっていた。このアルバムへの収録に際して、ヴォーカル部分のみ2003年の暮頃に再録音し、完成した。
シングルとして商品化はされていないが、プロモーション盤が存在する。

## タイアップ
『キユーピーマヨネーズ「80th Anniversary」篇』のCMで、本作が使われていた。

## ミュージック・ビデオ
ミュージック・ビデオは、スクーターに乗った男性2人の行動を追ったものとなっており、テイやカイリーは出演していない。
のちに、『Kylie X 2008』コンサートツアーで、振袖風ドレスに京劇風メイクを施したカイリーが登場する、本作の新たな映像が披露された。

## 本作のバージョン
"ATFC's Bushido Groove Remix"、"Don Atom 2005 Remix"は、『FLASH』のリミックス盤である『FLASHER』に収録された。
1. "Radio Edit"
2. "Album Version"
3. "ATFC's Bushido Groove Remix"
4. "Don Atom 2005 Remix"

## 参加メンバー
- Vocals : Kylie Minogue
- E.Guitars : Hiroshi Takano & Hajime Tachibana
- Bass & Moog : Yumiko Ohno
- Drums : Chisato Moritaka
- A Samurai : Stéphane Sednaoui